# Communauté de communes du canton de Bourgtheroulde-Infreville
La communauté de communes du Canton de Bourgtheroulde-Infreville est une ancienne communauté de communes française qui regroupe seize communes autour de Bourgtheroulde-Infreville, dans le nord-ouest du département de l'Eure et la région du Roumois.

## Historique
Supplantée le 1er janvier 2017 par la Communauté de communes de Roumois Seine.
La communauté de communes est créée en 1996 avec dix-huit communes. Le 1er janvier 2016, la fusion de Bosc-Bénard-Commin, Bourgtheroulde-Infreville et Thuit-Hébert au sein de la commune nouvelle de Grand Bourgtheroulde réduit le nombre de communes membres à seize.

## Composition
La Communauté de communes du canton de Bourgtheroulde-Infreville compte 16 Communes comme suit : 
| Nom                          | Code Insee | Gentilé                  | Superficie (km2) | Population (dernière pop. légale) | Densité (hab./km2) |
| ---------------------------- | ---------- | ------------------------ | ---------------- | --------------------------------- | ------------------ |
| Grand Bourgtheroulde (siège) | 27105      |                          | 19,51            | 3 647 (2014)                      | 187                |
| Berville-en-Roumois          | 27062      |                          | 9,25             | 838 (2014)                        | 91                 |
| Boissey-le-Châtel            | 27077      | Boisséens                | 4,38             | 906 (2014)                        | 207                |
| Bosc-Bénard-Crescy           | 27085      |                          | 4,39             | 373 (2013)                        | 85                 |
| Bosc-Renoult-en-Roumois      | 27089      | Bosc-Renoulthiens        | 2,56             | 426 (2014)                        | 166                |
| Le Bosc-Roger-en-Roumois     | 27090      | Roge-Bourgerons          | 9,90             | 3 171 (2014)                      | 320                |
| Bosguérard-de-Marcouville    | 27092      | Bosguevillais            | 12,00            | 610 (2014)                        | 51                 |
| Bosnormand                   | 27093      | Bosnormandois            | 3,34             | 320 (2014)                        | 96                 |
| Épreville-en-Roumois         | 27223      |                          | 6,65             | 436 (2013)                        | 66                 |
| Flancourt-Catelon            | 27244      | Flancourtois-Catelonnais | 7,97             | 484 (2013)                        | 61                 |
| Saint-Denis-des-Monts        | 27531      | Dyonisiens               | 3,88             | 214 (2014)                        | 55                 |
| Saint-Léger-du-Gennetey      | 27558      | Léogardiens              | 3,27             | 185 (2014)                        | 57                 |
| Saint-Ouen-du-Tilleul        | 27582      | Audoéniens               | 3,99             | 1 580 (2014)                      | 396                |
| Saint-Philbert-sur-Boissey   | 27586      | Saint-Philibertins       | 3,03             | 173 (2014)                        | 57                 |
| Theillement                  | 27626      | Theillementais           | 7,14             | 412 (2014)                        | 58                 |
| Voiscreville                 | 27699      | Voiscrevillais           | 1,69             | 127 (2014)                        | 75                 |